# トマス・マンフレディーニ
トマス・マンフレディーニ（Thomas Manfredini, 1980年5月27日 - ）は、イタリア・エミリア＝ロマーニャ州フェラーラ出身の元サッカー選手。ポジションはDF。

## 経歴
1997-98シーズン、セリエC2のSPAL 1907でトップチームデビュー。2シーズン後にはウディネーゼ・カルチョに移籍し、セリエAデビューを果たす。
2005年夏に、ステファノ・コラントゥオーノ新監督の率いるアタランタBC に移籍するが、2005-06シーズンはリミニ・カルチョFC、翌2006-07ボローニャFCへレンタルされ、コラントゥオーノ監督の下でプレーすることはなかった。2007年夏にアタランタに戻って以降はチームの主力としてプレーしている。
2011年8月、八百長スキャンダルに関与したとして、イタリアサッカー連盟から3年間の出場停止処分が下された。。しかし、控訴審では無罪となった。
なお、2007年にも違法賭博の疑いで3カ月間の出場停止処分を受けている
2014年1月15日、USサッスオーロ・カルチョに移籍。2015年1月12日、セリエBのヴィチェンツァ・カルチョに加入することが決定した。翌年8月25日、ニコラ・ポッツィと共にクラブとの契約を解消した。

## 所属クラブ
- SPAL 1907 1996-1999
- ウディネーゼ・カルチョ 1999-2005

→ ACFフィオレンティーナ (loan) 2004
→ カルチョ・カターニア (loan) 2004-2005
- アタランタBC 2005-2013

→ リミニ・カルチョFC (loan) 2005-2006
→ ボローニャFC (loan) 2006-2007
- ジェノアCFC 2013-2014
- USサッスオーロ・カルチョ 2014-2015
- ヴィチェンツァ・カルチョ 2015-2016